# Финал чемпионата мира по футболу 1966
Финал чемпионата мира по футболу 1966 года — финальный матч чемпионата мира 1966 года, прошедшего в Англии, в котором встретились сборные Англии и ФРГ. Матч прошёл 30 июля 1966 года на стадионе «Уэмбли» в Лондоне; на матче присутствовало более 96 тысяч зрителей.
Победу в матче одержала сборная Англии, одолевшая сборную ФРГ со счётом 4:2 в дополнительное время. Англия играла в нетрадиционной формации без фланговых игроков, которую иногда описывают как «4-4-2» (хотя точнее будет описание «4-1-2-1-2», или, в современной трактовке, «формация алмаза»).
Матч известен тем, что принёс первый (и, на данный момент, единственный) кубок чемпионов мира сборной Англии, а также «хет-триком» Джеффа Херста и вызвавшим множество споров третьим голом англичан, который зафиксировали судья встречи Готтфрид Динст и лайнсмен Тофик Бахрамов.

## Путь к финалу
| Соперник   | Счёт | Стадион | Раунд         |
| ---------- | ---- | ------- | ------------- |
| Уругвай    | 0:0  | Уэмбли  | Группа 1      |
| Мексика    | 2:0  | Уэмбли  | Группа 1      |
| Франция    | 2:0  | Уэмбли  | Группа 1      |
| Аргентина  | 1:0  | Уэмбли  | Четвертьфинал |
| Португалия | 2:1  | Уэмбли  | Полуфинал     |

| Соперник  | Счёт | Стадион      | Раунд         |
| --------- | ---- | ------------ | ------------- |
| Швейцария | 5:0  | Хиллсборо    | Группа 2      |
| Аргентина | 0:0  | Вилла Парк   | Группа 2      |
| Испания   | 2:1  | Вилла Парк   | Группа 2      |
| Уругвай   | 4:0  | Хиллсборо    | Четвертьфинал |
| СССР      | 2:1  | Гудисон Парк | Полуфинал     |

## Обзор матча

### Первый тайм
Сборная Англии выиграла в розыгрыше монетки и выбрала первой ввести мяч в игру. Через 12 минут после начала матча Зигфрид Хельд прострелил во вратарскую сборной Англии, а защитник англичан Рэй Уилсон отбил мяч головой прямо на Хельмута Халлера. Джек Чарльтон и вратарь англичан Гордон Бэнкс не смогли сдержать немецкого игрока, и Халлер открыл счёт в матче: 1:0 в пользу сборной ФРГ.
На 19-й минуте Вольфганг Оверат нарушил правила и был назначен штрафной удар. Бобби Мур навесил мяч в штрафную немцев, где его принял Джеффри Херст, который сравнял счёт в матче: 1:1.

### Второй тайм
До 77 минуты счёт в матче продолжал оставаться ничейным, но затем в пользу англичан был назначен угловой удар. Передачу Алана Болла принял Херст, который нанёс удар, но он рикошетом отскочил к Мартину Питерсу. Питерс пробил с расстояния семи метров от ворот, выведя англичан вперёд: 2:1.
После этого немцы начали прессинг англичан с целью сравнять счёт. На последней минуте основного времени матча арбитр назначил штрафной удар за фол Джека Чарльтона против Уве Зеелера (Чарльтон пытался протестовать против этого решения, утверждая, что это на нём нарушили правила). Штрафной исполнил Лотар Эммерих, который пробил в защитника англичан Джорджа Коэна, но мяч отскочил к Вольфгангу Веберу, который забил гол в ворота англичан. Основное время матча завершилось со счётом 2:2. Этот гол немцев вызвал ряд споров, так как перед тем, как попасть к Веберу, мяч, возможно, попал в руку Карлу-Хайнцу Шнеллингеру. Так, Гордон Бэнкс утверждал, что мяч коснулся руки Шнеллингера.

### Дополнительное время.
На 11 минуте дополнительного времени Джеффри Херст пробил с близкой дистанции после паса Алана Болла. Мяч попал в нижнюю часть перекладины, отскочил вниз, ударился о линию ворот (или немного пересёк линию) и был вынесен с линии. Арбитр матча Готфрид Динст не был уверен в трактовке эпизода и обратился за советом к лайнсмену Тофику Бахрамову, который подтвердил, что гол был. После невербального общения арбитра и лайнсмена (они не говорили на одном языке), швейцарский арбитр засчитал гол англичан. Зрители на трибунах и 400 миллионов телезрителей разделились на два лагеря, споря о том, был гол или нет.
За минуту до конца матча, когда даже защитники немцев пошли вперёд, Бобби Мур отобрал мяч и сделал длинный пас на Джеффри Херста, которого не прикрывал ни один защитник. Херст побежал с мячом вперёд, а в это время на поле выбежало несколько зрителей со стадиона. Херст нанёс удар, который завершился голом, установив окончательный счёт в матче: 4:2. Позднее Херст признался, что своим ударом он пытался всего лишь выбить мяч как можно дальше в трибуны «Уэмбли», чтобы потянуть время до финального свистка, и не ожидал, что попадёт в ворота.

## Отчёт о матче
| Англия                             | 4:2 (доп. вр.) | ФРГ                      |
| ---------------------------------- | -------------- | ------------------------ |
| - Херст 18′ 101′ 120′ - Питерс 78′ | (отчёт)        | - Халлер 12′ - Вебер 90′ |

| Англия | ФРГ |

| Вр              | 1  | Гордон Бэнкс     |     |
| Защ             | 2  | Джордж Коэн      |     |
| Защ             | 5  | Джек Чарльтон    |     |
| Защ             | 6  | Бобби Мур (к)    |     |
| Защ             | 3  | Рэй Уилсон       |     |
| ПЗ              | 4  | Нобби Стайлз     |     |
| ПЗ              | 7  | Алан Джеймс Болл |     |
| ПЗ              | 9  | Бобби Чарльтон   |     |
| ПЗ              | 16 | Мартин Питерс    | 20' |
| Нап             | 10 | Джефф Херст      |     |
| Нап             | 21 | Роджер Хант      |     |
| Главный тренер: |    |                  |     |
| Альф Рамсей     |    |                  |     |

| Вр              | 1  | Ханс Тильковский      |
| Защ             | 2  | Хорст-Дитер Хёттгес   |
| Защ             | 5  | Вилли Шульц           |
| Защ             | 6  | Вольфганг Вебер       |
| Защ             | 3  | Карл-Хайнц Шнеллингер |
| ПЗ              | 4  | Франц Беккенбауэр     |
| ПЗ              | 12 | Вольфганг Оверат      |
| ПЗ              | 8  | Хельмут Халлер        |
| Нап             | 9  | Уве Зеелер (к)        |
| Нап             | 10 | Зигфрид Хельд         |
| ПЗ              | 11 | Лотар Эммерих         |
| Главный тренер: |    |                       |
| Хельмут Шён     |    |                       |

| Боковые судьи - Лайнсмен: Тофик Бахрамов (СССР) - Лайнсмен: Карол Гальба (Чехословакия) | Регламент матча: - 90 минут основного времени - 30 минут дополнительного времени в случае необходимости - Переигровка, если счёт остаётся ничейным: - 2 августа 1966 года, вторник, 19:30 BST - стадион «Уэмбли», Лондон - Замены игроков не предусматривались. |

## Споры о третьем голе англичан

Третий гол англичан в воротах сборной ФРГ

Третий гол англичан до сих пор остаётся предметом ожесточённых споров. Согласно правилам, голом является ситуация, «когда мяч целиком пересёк линию ворот».
Английские болельщики ссылаются на решение помощника судьи Тофика Бахрамова, который занимал хорошую позицию для обзора, а также на заявление находившегося вблизи от центра событий Роджера Ханта о том, что гол был, поэтому он побежал назад праздновать взятие ворот, даже не пытаясь добить мяч в сетку. Сам автор гола Херст в своих воспоминаниях писал, что не уверен, пересек ли мяч линию ворот, капитан же сборной ФРГ Уве Зеелер на приеме после матча подошёл к Бахрамову и попросил принять его извинения, признав, что был не прав, оспаривая взятие ворот. Зеелер заявил, что вместе с товарищами по сборной посмотрел повторы и пришёл к выводу, что гол был засчитан по правилам.
Болельщики сборной Германии ссылаются на возможную необъективность советского помощника судьи (Тофик Бахрамов из СССР), особенно с учётом того факта, что сборную СССР в полуфинале обыграла именно сборная ФРГ. Бахрамова даже обвиняли в неприязни к немцам, оставшуюся со времён Второй мировой войны. Впоследствии возникла легенда, согласно которой в одном из своих последних интервью Бахрамов в ответ на вопрос «а был ли гол?» произнес лишь одно слово: «Сталинград». Позднее Бахрамов признался в своих мемуарах, что он посчитал, что мяч отскочил вниз не от перекладины, а от сетки ворот, а сам момент касания мячом линии ворот он не видел, но это и не имело значения в случае отскока от сетки.
В 1996 году Ян Рид и Эндрю Зиссерман из инженерного отдела Оксфордского университета провели исследование на этот счёт, используя две видеозаписи с разных точек обзора, по результатам которого пришли к выводу, что мяч, по консервативной оценке, не пересекал полностью линию ворот, и до гола этот удар отделяло 6 см. При этом авторы отмечали, что вопрос сложный из-за отсутствия доступной калибровки, так как, во-первых внутренняя калибровка камер неизвестна и вполне может изменяться во время последовательности, во-вторых, движение камер неизвестно, а относительная ориентация (между стереопарами) меняется, и, в-третьих, на многих кадрах последовательности доступно несколько функций вне плоскости земли, кроме движущихся объектов — игроков и мяча. В 2016 году, используя статистические данные Opta, сенсорный экран SkyPad и виртуальную реальность от EA Sports, Джейми Каррагер из Sportsmail и Эд Чемберлен из Sky проанализировали момент удара и пришли к выводу, что мяч действительно полностью пересекал линию ворот.

## Культурное влияние
Финал чемпионата мира 1966 года стал самым популярным событием за всю историю британского телевидения: по состоянию на сентябрь 2009 года, матч посмотрели 32,6 млн зрителей. В Германии третий гол англичан, попавший в линию ворот после рикошета от перекладины, называют Wembley-Tor и до сих пор спорят, был ли он на самом деле.
Этот гол впоследствии пародировался много раз (в рекламе, телевизионных передачах и т. д.). В частности отсылка на этот момент использовалась в рекламном ролике Adidas под названием «Невероятная команда» в 2006 году.

## Награждение медалями в 2009 году
По старым правилам ФИФА медали вручались только тем игрокам, которые играли в финальном матче. Однако вскоре было введено новое правило: всем оставшимся в живых чемпионам мира, которые играли на мировых первенствах с 1930 по 1974 годы, но не сыграли в финальном матче, полагалось также вручать медали. 10 июня 2009 в доме 10 на Даунинг-стрит в Лондоне оставшимся в живых чемпионам мира 1966 года торжественно вручили золотые медали.